# Kalinko (Guinée)
Kalinko est une ville et une sous-préfecture de Guinée, rattachée à la préfecture de Dinguiraye et à la région de Faranah.

## Population
En 2016, le nombre d'habitants est estimé à 34 192, à partir d'une extrapolation officielle du recensement de 2014 qui en avait dénombré 31 970 .

## Conflit
Elle est le théâtre d'une violences post-électorales qui a fait 5 morts en 2018.